# Boleyn Ground
Boleyn Ground, adesea numit Upton Park datorită localizării sale în Upton Park, Londra, a fost stadionul clubului de fotbal West Ham United F.C.. Arena a avut capacitatea de 35.016 locuri.
Din sezonul 2016-2017, West Ham United va urma sa își dispute meciurile de pe teren propriu pe Stadionul Olimpic din Londra urmând ca stadionul Boleyn Ground să fie demolat lăsând locul pentru crearea unui cartier de locuințe.

## Galerie

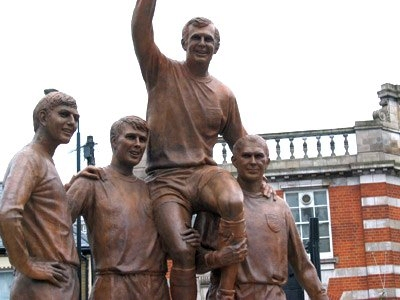
Statuia Campionilor pe Barking Road. De la stânga la dreapta, Martin Peters, Geoff Hurst, Bobby Moore, Ray Wilson
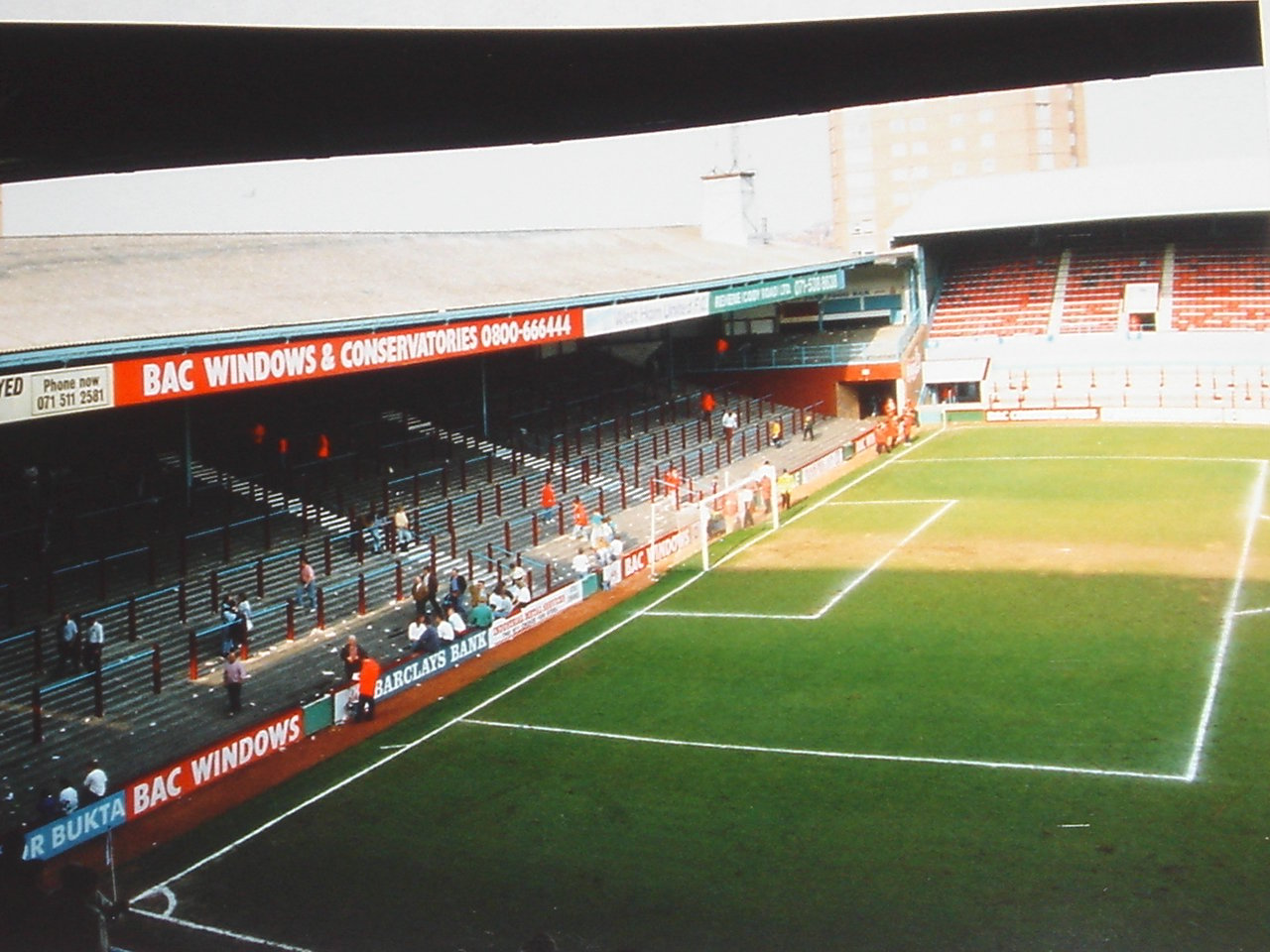
North Bank, Boleyn Ground, 1991, înainte de reconstrucție
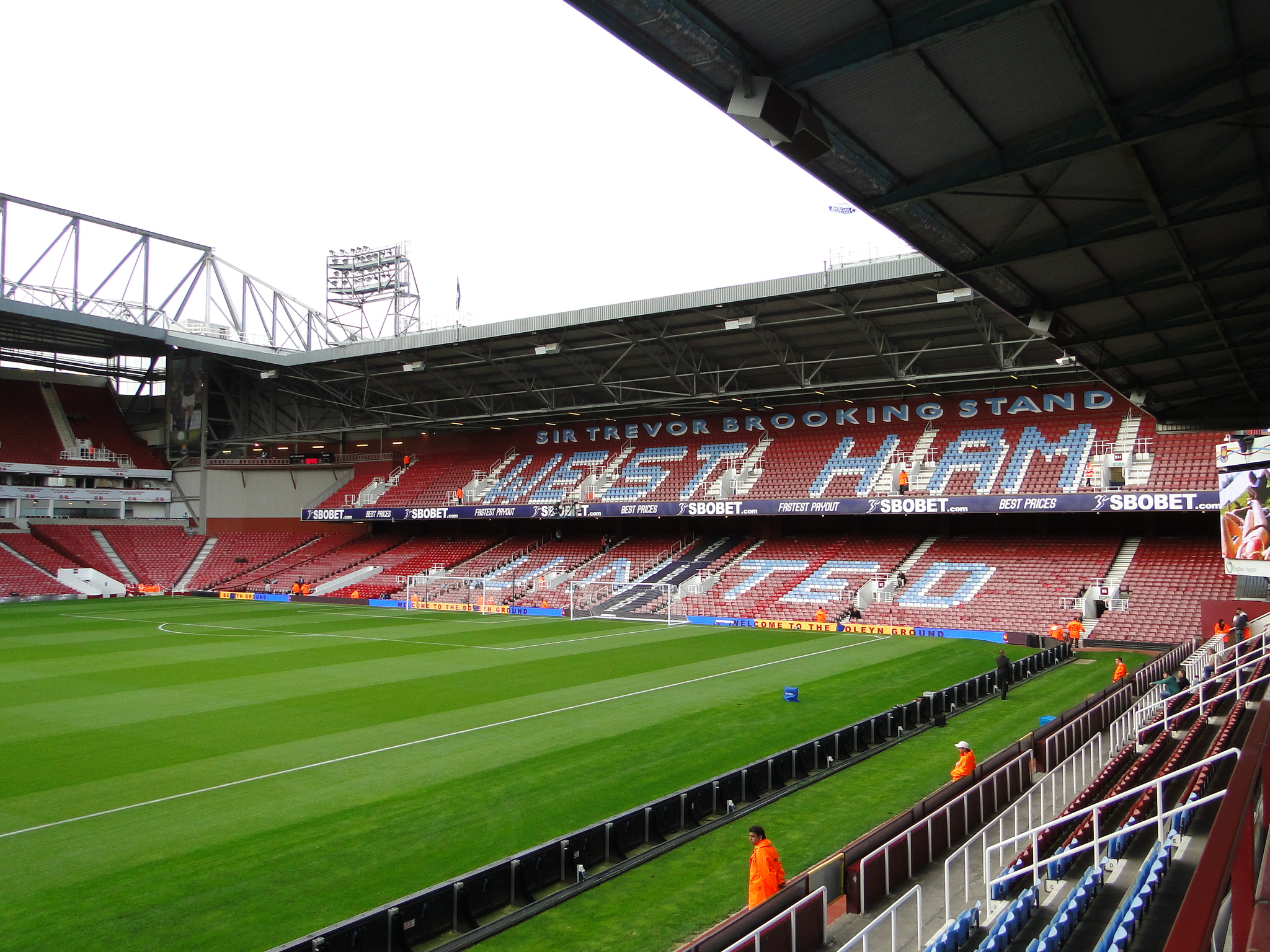
Sir Trevor Brooking Stand, Boleyn Ground
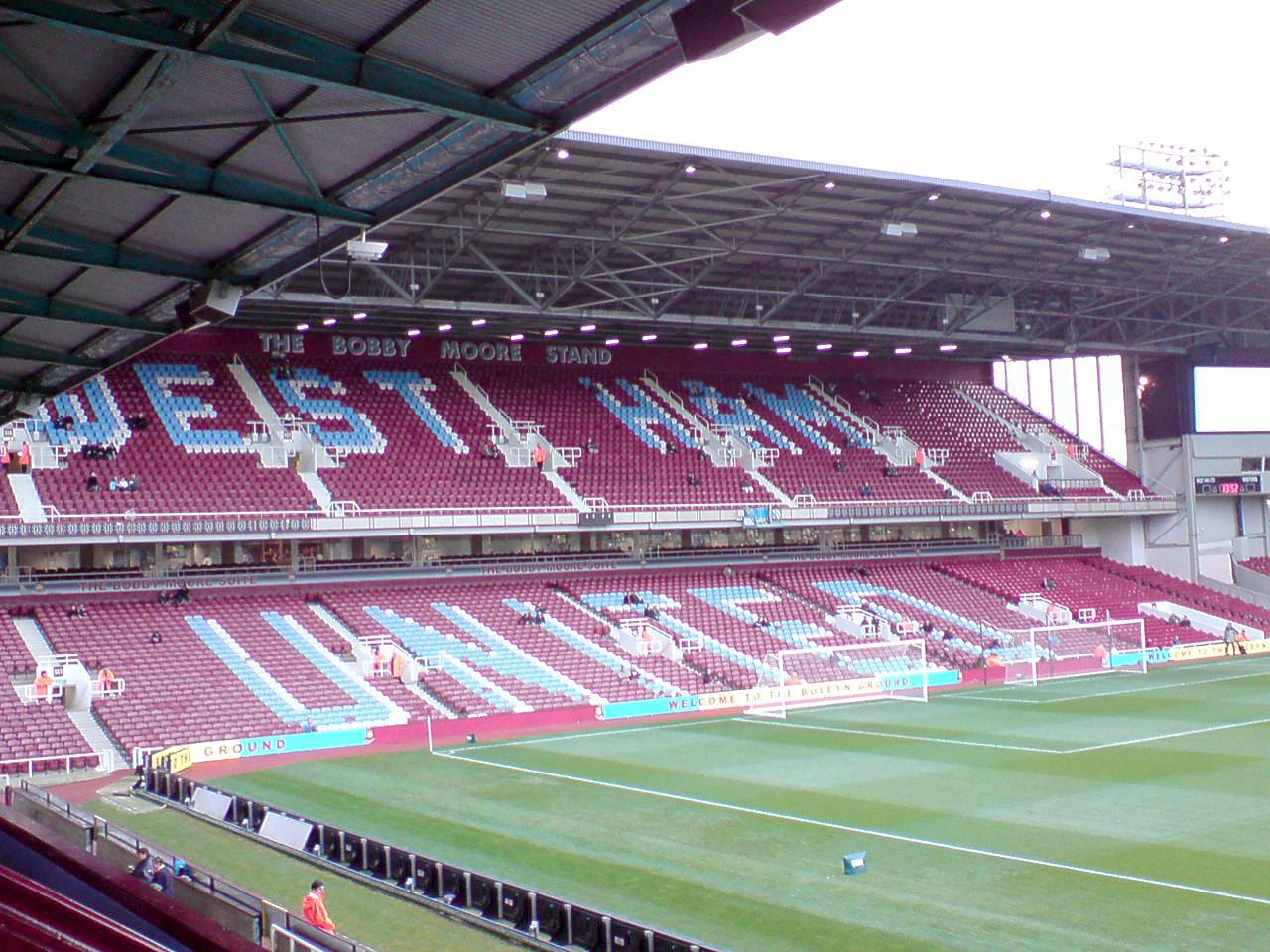
Bobby Moore Stand
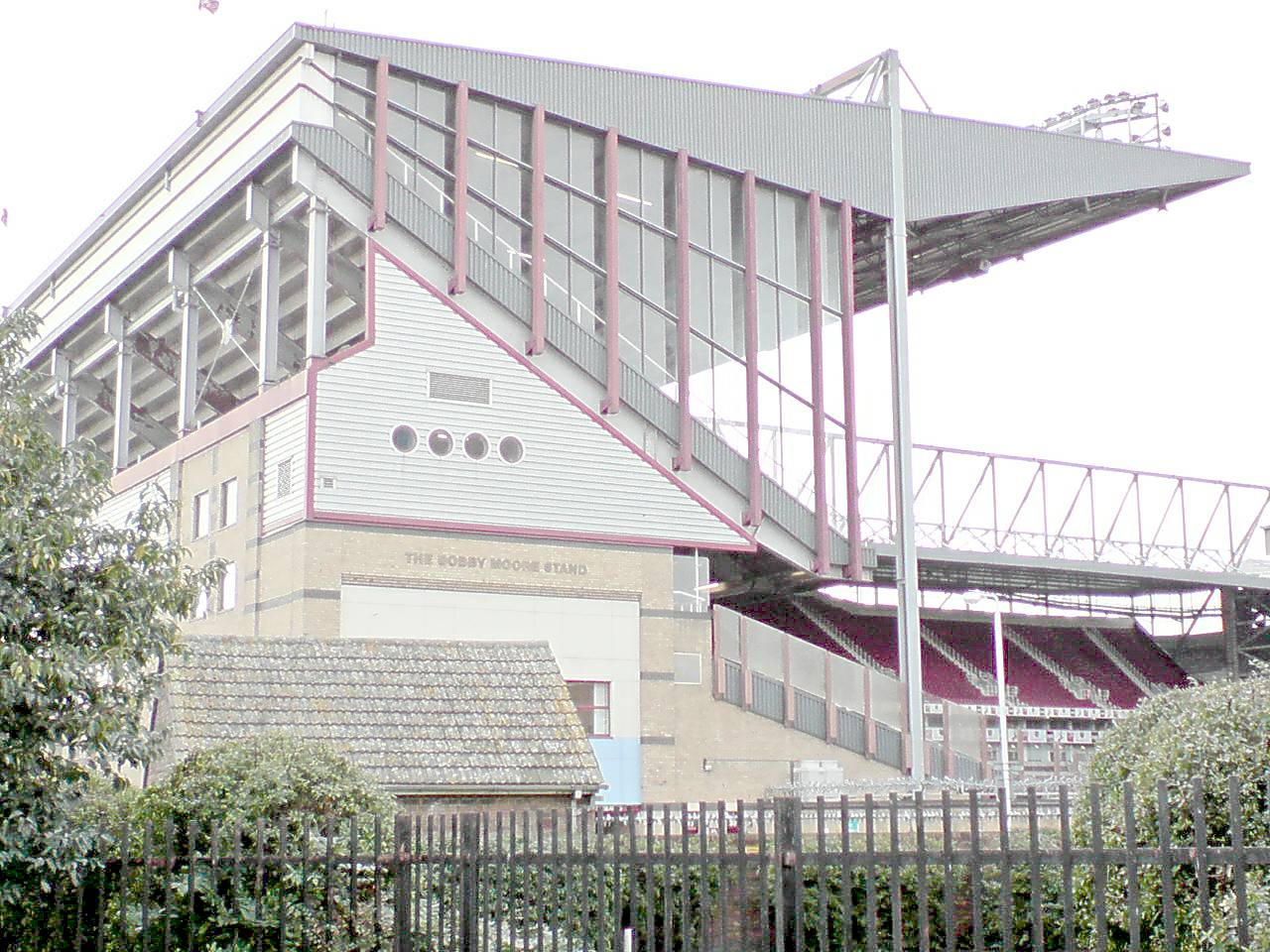
Bobby Moore Stand (partea de est)
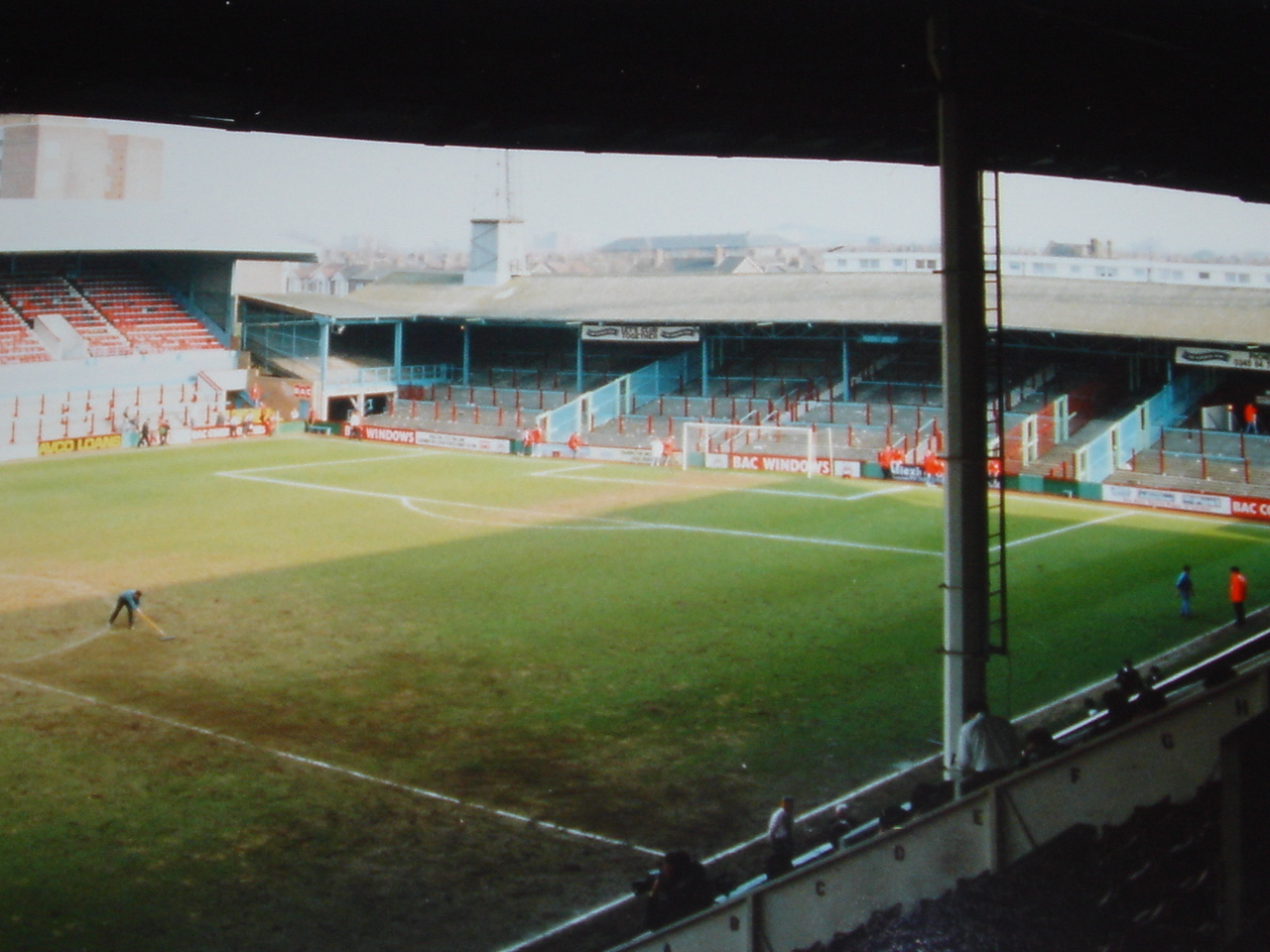
South Bank, Boleyn Ground, 1991, înainte de reconstrucție
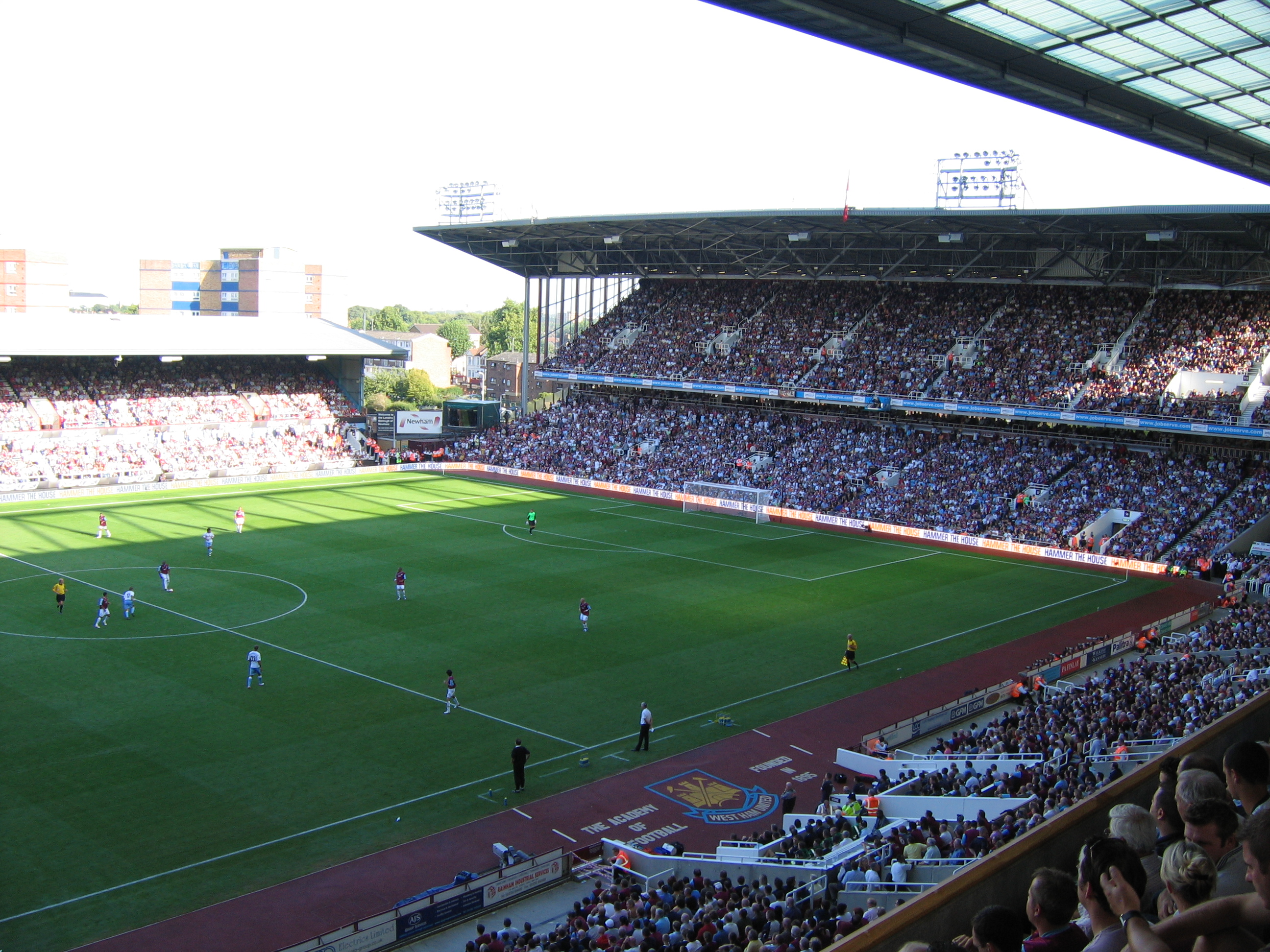
Vedere din Alpari Stand